# Palenzonait
Das Mineral Palenzonait ist ein sehr seltenes Vanadat aus der Granatgruppe und hat die Endgliedzusammensetzung Ca2+2Na+Mn2+2V5+3O12. Es kristallisiert im kubischen Kristallsystem mit der Struktur von Granat.
Palenzonait tritt in Form weinroter, diamantglänzender Kristalle von bis zu 6 Millimeter Größe auf. Die Kristallform wird dominiert vom Rhombendodekaeder {110}.
Gebildet wird Palenzonait bei der Metamorphose von Manganlagerstätten. Die Typlokalität ist die für ihre seltenen Manganminerale bekannte Molinello-Mine im Graveglia Tal im Ligurischen Apennin bei Ne in der Metropolitanstadt Genua, Ligurien, Italien.

## Etymologie und Geschichte
Beschrieben wurde Palenzonait 1987 von Riccardo Basso, nach dem das Mineral Bassoit benannt wurde. Basso benannte das neue Mineral der Berzeliit-Gruppe nach dem Amateurmineralogen und Professor für Chemie an der Universität Genua, Andrea Palenzona, der es in der Molinello Manganmine in Ligurien entdeckte.

## Klassifikation
Die aktuelle Klassifikation der International Mineralogical Association (IMA) zählt den Palenzonait zur Granat-Obergruppe, wo er zusammen mit Berzeliit, Manganberzeliit und Schäferit die Berzeliitgruppe mit 15 positiven Ladungen auf der tetraedrisch koordinierten Gitterposition bildet.
In der veralteten 8. Auflage der Mineralsystematik nach Strunz war der Palenzonait noch nicht aufgeführt.
In der zuletzt 2018 überarbeiteten Lapis-Systematik nach Stefan Weiß, die formal auf der alten Systematik von Karl Hugo Strunz in der 8. Auflage basiert, erhielt das Mineral die System- und Mineralnummer VII/A.08-050. Dies entspricht der Klasse der „Phosphate, Arsenate und Vanadate“ und dort der Abteilung „Wasserfreie Phosphate [PO4]3−, ohne fremde Anionen“, wo Palenzonait zusammen mit Berzeliit, Chladniit, Fillowit, Galileiit, Johnsomervilleit, Manganberzeliit, Schäferit, Stornesit-(Y) und Xenophyllit eine unbenannte Gruppe mit der Systemnummer VII/A.08 bildet.
Die von der International Mineralogical Association (IMA) zuletzt 2009 aktualisierte 9. Auflage der Strunz’schen Mineralsystematik ordnet den Palenzonait in die Klasse der „Phosphate, Arsenate und Vanadate“ und dort in die Abteilung „Phosphate usw. ohne zusätzliche Anionen; ohne H2O“ ein. Hier ist das Mineral in der Unterabteilung „Mit mittelgroßen und großen Kationen“ zu finden, wo es zusammen mit Berzeliit, Manganberzeliit und Schäferit die „Berzeliitgruppe“ mit der Systemnummer 8.AC.25 bildet.
In der vorwiegend im englischen Sprachraum gebräuchlichen Systematik der Minerale nach Dana hat Palenzonait die System- und Mineralnummer 38.02.01.03. Das entspricht der Klasse der „Phosphate, Arsenate und Vanadate“ und dort der Abteilung „Wasserfreie Phosphate etc.“. Hier findet er sich innerhalb der Unterabteilung „Wasserfreie Phosphate etc., (A+B2+)5(XO4)3“ in der „Berzeliitgruppe“, in der auch Berzeliit, Manganberzeliit und Schäferit eingeordnet sind.

## Chemismus
Palenzonait mit der Endgliedzusammensetzung [X](Na+Ca2+2)[Y]Mn2+2[Z]V5+3O12 ist das Mangan-Analog von Schäferit ([X](Na+Ca2+2)[Y]Mg2+2[Z]V5+3O12) bzw. das Vanadium-Analog von Berzeliit ([X](Na+Ca2+2)[Y]Mg2+2[Z]As5+3O12).
Für Palenzonait aus der Typlokalität werden folgende empirische Zusammensetzung angegeben:
- [X](Ca2+2,374Na+0,616)[Y]Mn2+1,994[Z](V5+2,430As5+0,251Si4+0,310)O12
- [X](Ca2+2,25Na+0,78)[Y](Mn2+1,84Ni2+0,01V3+0,11)[Z](V5+2,64As5+0,17Si4+0,19)O12
Es besteht zumindest eine teilweise Mischbarkeit mit Berzeliit entsprechend der Austauschreaktion
- [Z]V5+ = [Z]As5+
Die Calciumgehalte auf der X-Position können deutlich über den maximal für Granate dieser Gruppe zu erwartenden Wert liegen. Der Ladungsausgleich erfolgt durch Si-Einbau auf der Tetraederposition entsprechend einer Austauschreaktion
- [X]Na+ + [Z]V5+ = [X]Ca2+ + [Z]Si4+
Die Zusammensetzung, die von Nagashima und Armbruster angegeben wird, kann als Mischkristallbildung mit Goldmanit interpretiert werden:
- [Y]Mn2+ + [Z]V5+ = [Y]V3+ + [Z]Si4+

## Kristallstruktur
Palenzonait kristallisiert mit kubischer Symmetrie in der Raumgruppe Ia3d (Raumgruppen-Nr. 230) mit 8 Formeleinheiten pro Elementarzelle. Der natürliche Mischkristall aus der Typlokalität hat dem Gitterparameter a = 12,543 Å. Der Gitterparameter von synthetischem, reinem Palenzonait ist etwas größer: a = 12,573 Å.
Die Struktur ist die von Granat. Natrium (Na+) und Calcium (Ca2+) besetzten die dodekaedrisch von 8 Sauerstoffionen umgebene X-Position, Mangan (Mn2+) die oktaedrisch von 6 Sauerstoffionen umgebene Y-Position und die tetraedrisch von 4 Sauerstoffionen umgebenen Z-Position ist ausschließlich mit Vanadium (V5+) besetzt.

## Bildung und Fundorte
Natürlicher Palenzonait bildet sich sekundär unter oxidierenden Bedingungen bei niedriggradiger Metamorphose in Manganlagerstätten.
Die Typlokalität ist die Molinello-Manganmine im Graveglia-Tal im Ligurischen Apennin bei Ne in der Metropolitanstadt Genua, Ligurien, Italien. Palenzonait tritt hier in kleinen Gängen zusammen mit Calcit, Braunit, Saneroit, Ganophyllit und Axinit auf. Diese Manganlagerstätte ist Typlokalität zahlreicher weiterer, seltener Minerale, namentlich Arsenmedait, Bassoit, Cortesognoit, Medait, Molinelloit, Paseroit, Piemontit-(Sr), Tiragalloit und Vanadiokarpholith.
Auch in anderen Manganminen des Graveglia-Tals konnte Palenzonait nachgewiesen werden. Weitere italienische Vorkommen liegen im Piemont in der Provinz Cuneo.
Außerhalb Italiens wurde Palenzonait noch in der Schweiz im Ferreratal in Graubünden gefunden, wo er zusammen mit Medait, Saneroit, Pyrobelonit, Fianelit, Parsettensit, Rhodochrosit, Kutnohorit, Aegirin und Quarz auftritt.
Außerhalb Europas wurde Palenzonait in der Yamato Mine auf der Insel Amami-Ōshima in der Präfektur Kagoshima, Kyūshū, Japan dokumentiert.